# Крило
Крило је тело у облику танке плоче променљиве дебљине, сагласно законима аеродинамике. Служи за стварање силе узгона, при кретању кроз флуид. Поседују га птице, инсекти, као и неке друге животиње које лете, али и вештачке летеће направе. Код животиња представља орган, а код летелица је са пројектом интегрисано у функционалну целину.
Потребан узгон за задати лет, дефинише геометрију крила летелице, која је блиско повезана и међусобно утицајна са свима аеродинамичким карактеристикама. Методе оптимизације облика и интеграције крила летелица су веома сложене, како нумеричке, тако и експерименталне у лету и у аеротунелима.
Пројекат, димензионисање и испитивање структуре крила су доминантне фазе развоја, за смањење ризика првог лета авиона, прототипа и за успех целог пројекта.
Поред примарне улоге крила, да се с њим ствара узгон, у његову се запремину често уграђују главне ноге стајних органа, резервоари горива и део опреме авиона.
 Са његове спољње стране се, код великих путничких и транспортних авиона, уграђују гондоле за моторе, а код борбених се подвешава бомбардерско и ракетно наоружање, као и допунски резервоари за гориво.

## Коришћени појмови и ознаке[2]
| {\displaystyle \ t}                                            |     | време                                                  |
| {\displaystyle \ m}                                            |     | маса                                                   |
| {\displaystyle \ g}                                            |     | убрзање земљине теже (гравитација)                     |
| {\displaystyle \,\mathbf {v} }                                 |     | брзина непоремећене струје ваздуха                     |
| {\displaystyle {\ \rho }}                                      |     | густина                                                |
| {\displaystyle \alpha \,}                                      | [°] | нападни угао                                           |
| {\displaystyle \,M_{kr}}                                       | [–] | критични Махов број                                    |
| {\displaystyle \,M_{kr(\phi \neq 0)}}                          | [–] | критични Махов број стреластог крила                   |
| {\displaystyle \,M_{kr(\phi =0)}}                              | [–] | критични Махов број правоугаоног крила                 |
| {\displaystyle \alpha _{n}\,}                                  | [°] | нулти нападни угао                                     |
| {\displaystyle \ b\,}                                          |     | размах крила                                           |
| {\displaystyle \ l_{p}\,}                                      |     | тетива аеропрофила                                     |
| {\displaystyle \ l_{m}={\frac {S}{b}}}                         |     | средња геометријска тетива крила [а]                   |
| {\displaystyle \ d}                                            |     | дебљина аеропрофила                                    |
| {\displaystyle \ S=b\cdot l_{m}\,}                             |     | површина крила                                         |
| {\displaystyle \lambda ={\frac {b}{l_{m}}}={\frac {b^{2}}{S}}} | [–] | виткост крила                                          |
| {\displaystyle \delta ={\frac {d}{l_{p}}}}                     | [–] | релативна дебљина аеропрофила                          |
| {\displaystyle \,\phi }                                        | [°] | угао стреле на 0,25% {\displaystyle \ l_{m}} крила [б] |
| {\displaystyle \,\phi _{n}}                                    | [°] | угао стреле нападне ивице крила                        |
| {\displaystyle \,\xi }                                         | [°] | угао диједра крила                                     |

## Геометријске и аеродинамичке карактеристике крила

### Геометрија крила
Крило карактеришу уочљиви делови:
- Аеропрофил је облик површине која се добија пресеком крила са нормалном равни у правцу лета.
- Нападна ивица се поклапа с линијом, која повезује најистуреније (предње) тачке аеропрофила дуж размаха крила. Код правоугаоног крила је нападна ивица исте дужине као и размах.
- Излазна ивица се поклапа с линијом која повезује последње (завршне) тачке аеропрофила дуж размаха крила.
- Доњака је површина доњег омотача крила, ограниченог с нападном и са излазном ивицом.
- Горњака је површина горњег омотача крила, на исти начин ограничена као и доњака.

Најједноставнији је правоугаони облик крила. Код њега су, ако нема конструкционог витоперења, сви аеропрофили идентични. Аеропрофил дефинише облик његове средње линије и расподела дебљине дуж ње. Средња линија спаја тачке које представљају средину између ордината горњаке и доњаке аеропрофила, дуж апсцисе. Најкраће растојање између крајњих тачака средње линије је тетива аеропрофила. Код симетричних аеропрофила се средња линија поклапа са тетивом. Аеропрофил се пројектује, за задати дијапазон брзина, по критеријуму обезбеђења захтеваног узгона, при минималном отпору. У подзвучној области брзина, најдоминантнији утицај на отпор има трење, док је у крозвучној и надзвучној области највећи таласни отпор. За подзвучне брзине су најчешће асиметрични аеропрофили, тада је већа кривина горњаке од доњаке. У овим условима се користе и веће релативне дебљине. За крозвучне и надзвучне брзине су симетрични аеропрофили и мањих су релативних дебљина. На основу теорије и експеримената, произилази да на коефицијент узгона има већи утицај закривљеност средње линије од дебљине аеропрофила.

### Облик крила у плану
Примењиван облик крила код авиона варира од условљености постављених приоритета критеријума, у процесу оптимизације. Приоритети могу бити везани за перформансе лета, лаку и јефтину конструкцију и производњу структуре, високу статичку и динамичку чврстоћу и крутост структуре, једноставну експлоатацију итд.
- Правоугаоно крило је најједноставније, а уједно је и налакше за пројекат документације и производњу структуре. Користи се за јефтиније и једноставније авионе, с малим брзинама лета. Код њега се обично понавља исти аеропрофил дуж размаха крила, без икаквог витоперења.
- 1- Трапезно крило је често примењивано код једноставнијих авиона, с подзвучним брзинама лета. Оптималније је од трапезног, у домену аеродинамике и чврстоће структуре. Аеродинамички има повољнију расподелу притиска дуж размаха, а са аспекта чврстоће већу корену тетиву, па и већу апсолутну дебљину аеропрофила, у томе пресеку крила. Повољнија расподела притиска има за последицу мањи крак силе узгона, па и мањи момент савијања крила, у кореном пресеку. Већа апсолутна дебљина кореног аеропрофила обезбеђује већи отпорни момент структуре, у томе пресеку. Обе ове повољности олакшавају решење за потребну чврстоћу крила, с мањом масом структуре. Овакво крило се често геометријски и аеродинамички витопери.
- 2- Стреласто крило, с углом стреле уназад, користи се код авиона који лете у крозвучној и надзвучној области брзина. Са крилом, оваквог облика, се помера појава локалних ударних таласа на веће крозвучне брзине лета, повећава се критични Махов број, с чиме се смањује таласни отпор. Са овим обликом крила се значајно смањује градијент узгона, што нарушава перформансе у подзвучном лету.

- 3- Стреласто крило, с углом стреле унапред, даје боље аеродинамичке карактеристике од претходне конфигурације. Динамичка крутост структуре оваквог крила се теже решава. Већа је опасност од појаве нестабилности структуре (флатера). Ова је конфигурација испитана на америчком експерименталном авиону X-29 (слика десно) и руском С-37.
- 4- Делта крило има добре аеродинамичке карактеристике у надзвучној области брзина. Мали му је таласни отпор, али је зато малог градијента узгона и с њим су велике брзине полетања и слетања. Ове негативне особине су значајно превазиђене са савременим конфигурацијама, с блиско спрегнутим канаром и са вештачком уздужном стабилношћу. Са делта крилом се добијају велике тетиве у корену крила, а с тиме и веће апсолутне дебљине аеропрофила у томе пресеку. То обезбеђује олакшано решавање чврстоће и крутости структуре крила, а и значајан простор за смештај главних ногу и резервоара за гориво.

- 5- Крило променљивог угла стреле, уназад је помирљиво решење за аеродинамику крила у подзвучној, крозвучној и надзвучној области брзина, док је тешко решење са аспекта конструкције и производње његове структуре. У једном периоду историје ваздухопловства се сматрало да та концепција има перспективу за дуготрајнију примену. У томе периоду су изграђени познати авиони, у тој концепцији, као: МиГ-23, Су-24, F-111, F-14 томкет итд. На савременијим авионима, четврте и пете генерације је то демантовано. Они су развијани с фиксним крилом, интегрално оптимизираном укупном конфигурацијом, за услове целе коришћене области брзина лета (примењено је тзв трисонично крило).
- 6- Крило променљивог угла стреле, комбиновано, уназад-унапред је идеја која није заживела у примени. Код ове конфигурације се цело крило закреће, тако да једно полукрило има ефекат угла стреле унапред, а друго уназад. Ова идеја има структуралне повољности за лакше разрешење чврстоће и механизма погона промене угла стреле, али у осталим областима би настали нови проблеми. Ова концепција руши карактеристику симетричности авиона, у односу на раван симетрије.

### Угао стреле крила
Величина угла стреле крила је управно пропорционална вредности пројектног Маховог броја, који је еквивалент задатој брзини лета авиона. Са углом стреле крила се разлаже вектор брзине струјнице ваздуха, на две компоненте. Једна компонента има правац према крају, низ крило, а друга је нормална на њу. Друга компонента је у правцу аеропрофила. Интензитет ове друге компоненте је далеко већи и она је меродавна за појаву локалних ударних таласа. С порастом угла стреле овој компоненти интензитет опада и тако се одлаже појава ударних таласа, то јест повећава се критични Махов број лета ({\displaystyle \,M_{kr}}).
Ова два појма су теоретски повезана с изразом:
{\displaystyle \,M_{kr(\phi \neq 0)}={\frac {M_{kr(\phi =0)}}{\cos {\phi }}}}
Емпиријска зависност, ова два појма, добијена на основу аеротунелских испитивања, је:
{\displaystyle \,M_{kr(\phi \neq 0)}\approx {\frac {M_{kr(\phi =0)}}{\sqrt {\cos {\phi }}}}}
За лакше разумевање физичке повезаности критичног Маховог броја и угла стреле крила погодно је анализирати граничне случајеве, када је угао стреле једнак нули и деведесет степени. Први гранични случај се остварује с правоугаоним крилом (Φ = 0°), тада се вектор брзине струјнице ваздуха не разлаже на компоненте. То јест компонента низ крило је једнака нули. Тада је таласни отпор максималан, везан је за дотичне карактеристике аеропрофила. Други случај је хипотетичан, када је угао стреле крила Φ = 90°. Тада крило фактички и не постоји, те ни таласни отпор на њему.

### Угао диедра крила
Угао диедра је између нормалне равни на раван симетрије и тетивне равни (поклапа се са равни у којој је средња геометријска тетива). Угао диедра може да буде позитиван, као што је приказано на слици десно, а и супротно, негативан. Позитиван угао диедра делује стабилизујуће на бочни удар ветра а негативан дестабилизујуће. Стабилизујуће значи да нагиб крила генерише момент ваљања који га исправља. Негативан се често поставља због побољшане (лакше) бочне управљивости с авионом. Примери су МиГ-29 и МиГ-15. Исто тако се често користе код висококрилаца, због смањења међусобног купловања (мешања) између ваљања и скретања авиона. Примери су авиони Алфа џет и Харијер.

### Аеродинамика крила бесконачне виткости
Најједноставнији модел објашњења појаве узгона при опструјавању аеропрофила с ваздухом, ако се у томе процесу условно занемари појава отпора. Према симулацији струјања ваздуха на слици десно, уочава се да је већа брзина честице преко горњаке, у односу на честицу испод доњаке. 
 Брзина струјања је обрнуто пропорционална пречнику закривљености аеропрофила. Овај тип струјања се назива потенцијално или везани вртлог. По Бернулијевој једначини (одржања енергије), с порастом брзине статички притисак флуида опада. Значи, на основу те физикалности, већи је статички притисак испод доњаке него изнад горњаке. Та разлика притиска ствара силу потиска, од доњаке према горњаци. Та је сила узгон. Ако се замисли правоугаоно крило бесконачне виткости, то јест с бесконачним размахом, онда се бесконачно пута понављају аеропрофили, са идентичном геометријом и аеродинамиком, дуж размаха крила. У томе случају, у аеродинамици се такво струјање назива дводимензионално (раванско). Из тих разлога се сматра да су аеродинамички коефицијенти истоветни за изолован аеропрофил и за крило бесконачне виткости, с тим аеропрофилом дуж размаха.
 У аеротунелима се симулира бесконачна виткост ({\displaystyle \ \lambda =\infty }), односно испитују се аеропрофили, постављањем већих граничних плоча на крајеве крила.

### Аеродинамикакрила коначне виткости
Реална крила на летелицама су коначног размаха, око којих је тродимензионално струјање, с утицајем крајева. Математичку анализу утицаја крајева крила је дао Лудвиг Прантл (Прантл), још 1918. године.
На слици је илустрован утицај крајева на укупно опструјавање крила. Пошто је притисак испод доњаке већи, у односу на притисак изнад горњаке, на крајевима крила постоји тежња њиховог изједначавања и то најкраћим путем. Тај процес изједначавања притиска се наставља и иза крила, у браздама, у облику два слободна вртлога.
 Ти вртлози се могу симулирати у димном аеротунелу, а и уочљиви су при лету авиона кроз средину где су испуњени услови за кондензацију ваздуха. Слободни вртлози смањују узгон крила, што индукује допунски отпор. Из тих разлога се утицај крајева крила, односно утицај виткости, мери у аеродинамици с интензитетом индукованог отпора. У циљу смањења овог штетног утицаја крајева крила, конструктори авиона прибегавају различитим комбинованим методама. Најчешће се примењују, уградња граничних плоча и аеродинамичко и геометријско витоперење аеропрофила, према крајевима крила. Геометријско витоперење је када се аеропрофили континуално закрећу, тако што им се смањује нападни угао дуж размаха крила. Најмањи је нападни угао аеропрофила на крају крила. Аеродинамичко витоперење је када се та промена врши са континуалним смањивањем кривине и дебљине аеропрофила, према крају крила.
 Са геометријским и аеродинамичким витоперењем се постиже да је аеропрофил на крају крила, у односу на остале, на најмањем нападном углу и најмање је релативне дебљине и кривине средње линије. Са овим мерама витоперења аеропрофила, мења се расподела притиска дуж размаха крила, тако да разлика између његове вредности на горњаци и доњаци опада, према крајевима крила. Најмања разлика притиска је на самом крају крила, с чиме се смањује преливање ваздуха, односно смањују се слободни вртлози. На основу потенцијалног струјања (везаних вртлога) око аеропрофила и слободних вртлога на крајевима крила, аеродинамички се може дефинисати крило као систем везаних и слободних вртлога (илустровано на слици десно).

Прантл је, у своме поједностављењу, претпоставио да слободни вртлози иду по правој линији, паралелно с путањом честица ваздуха у непоремећеној струји. 

## Механизација крила
У ваздухопловству је терминолошки устаљен назив механизација крила, за сва помагала на крилу, која служе за управљање с узгоном (измена интензитета). У ту групу првенствено спадају делови површина с уређајима за повећање узгона, за повећање критичног нападног угла и за диференцијацију узгона између левог и десног полукрила. За ове потребе служе делови покретних површина на крилу. У другу групу спадају непокретне додатне површине, у циљу побољшања струјања ваздуха око крила.
За безбедно полетање и слетање авиона потребне су мале брзине, а према аеродинамичкој дефиницији, смањење брзине је последица повећања коефицијента узгона, значи за то је потребан што је могуће већи {\displaystyle C_{z_{max}}}.
{\displaystyle \mathbf {v} _{min}={\sqrt {\frac {2mg}{\rho \,SC_{z_{max}}}}}}
{\displaystyle C_{z_{max}}} је могуће повећати са закрилцима и преткрилцима као што је илустровано на слици десно.

### Крилца
Крилца су делови површине крила, мале тетиве, смештеним да належу на излазне ивице, ближе крајева, на оба полукрила. На великим путничким авионима се и удвајају са смештајем допунског пара, на половини размаха полукрила. Крилца се диференцијално отклањају и на тај начин симултано на једном полукрилу повећавају узгон, а на другом смањују. Резултат тога је стварање момента ваљања авиона око уздужне осе. Управљање с крилцима је у домену система команди лета. Пар крилаца на крајевима размаха крила служи за управљање на малим бринама (пошто су на великом краку), а са крилцима на полуразмаху се управља авионом на великим брзинама. Обе врсте крилаца су приказане на слици горе, десно.

### Закрилца
Закрилца служе за повећање узгона при полетању и слетању авиона. Сачињавају их делови површине испред излазне ивице, од корених делова полукрила све до крилаца (приказано горе, десно). Закрилца се симултано, симетрично отклањају на оба полукрила. При отклањању се по кулисама померају уназад, тако да се између фиксног дела крила и носног дела закрилца формира проточни канал за допунску енергију опструјавања горњаке. Са извученим закрилцима се крива узгона помера улево, то јест и при повећању максималног узгона смањује се критични нападни угао (слика горе десно). Најчећи је случај да се закрилца отклањају на две угаоне вредности, мања за полетање и већа за слетање. Код великих путничких и транспортних авиона се закрилца континуално отклањају, тако да пилот бира вредности према потреби, при смањењу висине лета, у прилазу за слетање.

### Преткрилца
Преткрилца су део површине, мале тетиве аеропрофила профилисаног у склопу крила, у зони нападне ивице (приказано горе, десно). Са својим извлачењем преткрилца стварају, са фиксним делом крила, проточни канал. Ваздух који протиче кроз тај канал даје додатну енергију опструјавању горњаке крила, убрзавајући струјнице и повијајући их надоле. На тај начин се спречава њихово одвајање од површине горњаке крила, то јест контролише се гранични слој. На овај начин се повећава максимални коефицијент узгона са повећањем критичног нападног угла (угла отцепљења ваздушних струјница). Код јефтинијих и једноставнијих авиона се понегде преткрилца изводе као фиксна, са сталним каналом (процепом). Код захтевнијих авиона се преткрилца аутоматски извлаче. Аутоматско извлачење може бити изведено командовано са уређајем и некомандовано с појавом довољне локалне силе узгона на њему, која га извуче (пример F-86-Сејбр). На слици десно је илустрован ефекат преткрилца на криву узгона. Преткрилца не транслирају криву узгона (као закрилце), већ је само продужавају до већег критичног нападног угла ({\displaystyle \,\alpha _{kr}}).

### Спојлери
Спојлери су мале површине на горњаци крила и служе за нарушавање опструјавања тога сегмента, па последично и узгона (приказани су на слици горе, десно). Могу бити изведени са закретањем око шарнира и с вертикалним извлачењем из контуре горњаке крила. Примена им може бити различита. Ако се диференцијално активирају, на оба полукрила, имају функцију крилаца. У овој функцији обично служе за допуњење ефекта крилаца.
 При симултаном и симетричном активирању имају обрнуту функцију закрилаца. Ова функција се користи код великих авиона у подешавању висине лета у прилазу за слетање. У потпуном отклону, у крајњи положај, служе и као аеродинамичке кочнице. Ова функција је посебно ефикасна код великих путничких и транспортних авиона за скраћење стазе трчања, после слетања. Тада се спојлери, као аеродинамичке кочнице, отклоне у крајњи положај и оне поред тога што аеродинамички коче авион, обарају узгон крила због чега се повећава сила притиска између точкова и тла и с тиме се побољшава фрикционо кочење с точковима. 

### Граничне плоче
Граничне плоче се уграђују на крајеве крила у циљу смањења индукованог отпора, односно за повећање ефективне виткости.
 Успут конструктори користе ту прилику да их искористе и у естетске сврхе. Тако да их има у извођењу у различитим облицима и с различитим детаљима. Са истовременим преласком плоче испод и изнад крила, с повијањем завршетка крила надоле или нагоре, у виду ластиног репа уназад итд (слика горе, десно).

### Аеродинамичке кочнице
Аеродинамичке кочнице уграђене на крило су врста спојлера и објашњене су у поглављу „спојлери“.

### Усмеривачи
Усмеривачи граничног слоја су вертикалне плоче постављене на горњаку стреластог крила, паралелно с равни симетрије авиона. Оне смањују клизање граничног слоја ваздушне струје према крају крила и тако смањују опасност од њеног отцепљења од горњаке. Пошто се смањује бочно клизање граничног слоја смањује се и отпор трења. Изглед усмеривача је приказан на слици десно.

### Зубна нападној ивици
Зуб на нападној ивици има сличан ефекат као и усмеривач. На стреластим крилима се остварује с дисконтинуитетом (са степеницом) расподеле дужине тетиве аероопрофила, дуж размаха. Сматра се квалитетнијим решењем од усмеривача. Не ствара допунски отпор трења. Ефекат усмерења граничног слоја, са зубом се постиже тако што он на већим нападним угловима ствара вртлог, који спречава бочно клизање граничног слоја (пример су МиГ-23 и JAS 39 Грипен).

## Конструкција структуре крила
Кроз историју ваздухопловства, примењивана техничка решења и технологије у пројектовању и изради структуре крила су веома много еволуирали, од најједноставнијих до заснованих на најсавременијим рачунарским и експерименталним методама оптимизације у пројектовању и производњи. Примена материјала је имала велику еволуцију, од дрвета и текстила до висококвалитетних лаких легура, легура челика, титанијума и композита. Структура се мењала системски и концепционо, од најједноставније решетке пресвучене отпорним платном, дрвене пресвучене лепенком, од подсклопова од профила лимова лаких легура међусобно спајаним елементима за везу (слика десно), интегралних добијених фрезовањем делова од лаких легура, до полимеризованих композитних. Све концепције се углавном заснивају на сличној улози појединачних подсклопова у склопу целог крила. Ти подсклопови су начелно рамењаче, уздужници, ребра, завршна ивица, нападна ивица и окови. На слици, десно су обележени набројани подсклопови:
- 1- Окови су најоптерећенији подсклопови, преко којих се преноси све оптерећење између трупа авиона и крила. На њима је највећа концентрација напона, због чега се израђују од висококвалитетног челика или од титанијума.

- 2- Рамењаче су подсклопови постављени дуж крила, често су само две главне и неколико помоћних. Са главним рамењачама се прихвата (сабира) укупно оптерећење крила и преноси на труп преко окова. Рамењаче су распоређене у структури крила на растојању, које им обезбеђује висину, у оквиру расположиве дебљине аеропрофила (слика десно).
- 3- Ребра су подсклопови попречно распоређени, у односу на рамењаче, дуж целе њихове дужине. Спољњи обрис им одражава облик локалног аеропрофила, на дотичном пресеку крила. Ребра преносе оптерећења с коре крила на рамењаче.
- 4 - Нападну ивицу формира одговарајући уздужник, чији континуитет, дуж размаха крила, прекида уградња преткрилца.
- 5 - Излазну ивицу формира троугласто профилисани уздужник, чији континуитет прекидају крилца и закрилца.
- 6 - Терминезон је део завршне структуре, с којом се завршава крило. Тај део структуре се изводи у функцији граничне плоче.

Оптимизација структуре крила је сложен посао, посебно у домену димензионисања њених елемената. Структура крила носи, поред оптерећења услед изложености његове масе убрзању и највеће аеродинамичко оптерећење (према расподели притиска) у маневру авиона. За структуру крила се мора обезбедити, међусобно добро избалансирана чврстоћа и крутост. Чврстоћа је везана за статичку носивост структуре а крутост за динамичку. Поред детаљних прорачуна, између осталог и с методом коначних елемената, структура крила се детаљно испитује статички и динамички, пре првог лета авиона прототипа